# The Tonight Show Starring Jimmy Fallon
The Tonight Show Starring Jimmy Fallon es un programa televisivo estadounidense de entrevistas de estilo late night-talk show, conducido por Jimmy Fallon y transmitido por la cadena NBC. El programa fue estrenado el 17 de febrero de 2014, producido por Broadway Video y Universal Television. Es la séptima encarnación de la franquicia de The Tonight Show, siendo Fallon la sexta persona en animar el programa. En el programa también, participa el anunciador y sidekick Steve Higgins y la banda The Roots, con Questlove como líder. The Tonight Show es producido por el exproductor ejecutivo de The Daily Show Josh Lieb y el productor ejecutivo del programa es Lorne Michaels. El programa se graba desde el estudio 6B de los NBC Studios en el Edificio GE del Rockefeller Center en la ciudad de Nueva York.
El programa se transmite de lunes a viernes a las 11:35 p. m. (Hora del Este/hora del Pacífico) y a las 10:35 p. m.(hora del Centro). El programa usualmente abre con un monólogo, le sigue un sketch de comedia, continúa con entrevistas a diversas celebridades y finaliza con un espectáculo musical. El estreno del programa recibió críticas positivas y fue visto por 11,3 millones de televidentes en los Estados Unidos.
El 13 de agosto de 2015, NBC confirmó que el programa fue renovado por seis años más, continuando al aire al menos hasta 2021. En 2021, se anunció su renovación por 5 años más.

## Historia

### La franquicia
The Tonight Show fue estrenado por la NBC en 1954 bajo el nombre Tonight, siendo presentado por Steve Allen. Jack Parr animó el programa entre 1957 a 1962; la edición más famosa y de más larga duración fue animada por Johnny Carson quien presentó el programa por tres décadas y fue el pionero en llevar al éxito el formato “late night show”. Después del retiro de Johnny Carson en 1992, NBC eligió a Jay Leno, quien comenzó en mayo de 1992 y lo condujo por 22 años. David Letterman, quien desde 1982 hasta 1993 fue conductor de Late Night with David Letterman, programa que continua después de Tonight y quien para Carson era su sucesor “natural”, no fue considerado; esto provocó que Letterman abandonara NBC para firmar con CBS para conducir Late Show with David Letterman. NBC dejó a cargo de la conducción de Late Night a Conan O'Brien, quien reemplazo a Leno en la conducción de Tonight en 2009, pero debido a que el plan de transición falló, producto que el programa “The Jay Leno Show” no funcionó en prime time, produjo un “efecto dominó” en la programación nocturna, lo cual generó que cambiaran “The Jay Leno Show” a las 11:30 p. m. y que trasladaran “The Tonight Show with Conan O'Brien” a las 12:05 a.m., cosa que no fue aprobada por O'Brien y que terminó con su renuncia la cadena, mientras que Leno fue reintegrado al programa.
Jimmy Fallon, exmiembro de Saturday Night Live, fue anunciado como el tercer animador de Late Night por el productor ejecutivo Lorne Michaels en 2009. La incorporación de internet y las redes sociales al "Late Night" de Fallon fueron decisivo para el éxito del programa. Además de incorporar distintos gustos musicales como la banda del programa The Roots. Esta encarnación de Late Night, incluyó diversos sketch de comedia y música, en los cual incluían a Neil Young, Bruce Springsteen, entre muchos otros, generando que muchos de los videos hayan sido virales en internet. Coincidentemente fue durante la debacle de “The Tonight Show” en 2009 donde Fallon encontró su ritmo en la animación de “Late Night”. El programa, según su compañera de SNL, Tina Fey, se estableció así mismo como “un programa cálido”. En 2010, New York Magazine, describió a Fallon de “buen humor” y agregó “en la relativa seguridad que entrega el horario de las 12:35 a.m., Fallon ha cultivado un humor distinto y refrescante”. “En nuestras cabezas hemos realizado The Tonight Show […] solo que nosotros lo realizamos una hora más tarde” dijo Fallon.

### Transición
Fallon creció sin deseos de trabajar en “The Tonight Show” (a diferencia de O'Brien o Leno) y él solo tenía 17 años cuando Carson se retiró. Las discusiones sobre Fallon tomando la conducción de The Tonight Show comenzaron a inicios de 2013 y se esperaba que la transición se produjera a finales de 2014. Debido al cambio en uno de los competidores de los programas nocturnos, el programa de ABC, Jimmy Kimmel Live!, quien movió su programa de las 12:05 a.m. a 11:35 p. m. meses antes, la NBC temió que al esperar demasiado para promover Fallon a Tonight, Kimmel podría quedarse con el público joven, el cual es la clave para el éxito financiero de la franquicia. Fallon tenía diferentes reportes que sorprendieron a los ejecutivos de Comcast (quienes recientemente completaron la compra de NBCUniversal), y su sucesión era esperada por toda la compañía. La transición, tendría menos tensión que las anteriores en 1992 y 2009, además el relocalizar el programa en la zona este de Estados Unidos era una “señal de NBC de no meterse con el programa más allá”.
El 3 de abril de 2013, NBC anunció que Jay Leno se retiraría en 2014 con Jimmy Fallon haciéndose cargo de la conducción del programa a partir del 24 de febrero de 2014. Como sugerencia de Leno la fecha fue adelantada a febrero de 2014, para utilizar la cobertura de los Juegos Olímpicos de Invierno en Sochi, como “trampolín” en índice de audiencia. La fecha fue adelantada una semana al 17 de febrero, en medio de la cobertura los juegos.
Como el contrato de Leno termina en septiembre de 2014, varias personas de su equipo serían pagados hasta esa fecha.

## Producción
The Tonight Show Starring Jimmy Fallon, se origina desde el estudio 6B de los NBC Studios en el Edificio GE ubicado en Rockefeller Center en la ciudad de Nueva York, el estudio original de The Tonight Show Starring Johnny Carson. El programa es grabado durante la semana a las 5:00 p. m.. El estudio donde estuvieron los “Tonight” de Carson y Paar, antes que la franquicia se cambiara a Burbank, California en 1972. “Es donde The Tonight Show comenzó – es el estudio donde estamos, donde estuvo Johnny Carson, y estamos cerca de Broadway y Times Square, hay algo glamoroso donde estamos. Ese es The Tonight Show”, dijo Fallon. La NBC gastó aproximadamente $5 Millones de renovando el estudio 6B, donde Fallon comenzó a grabar Late Night, para el retorno de The Tonight Show. Se cambió el aislamiento acústico del estudio, y se aumentó la capacidad de asientos de 189 a 240. La inversión incluyó una nueva sala de control y un nuevo lobby para los invitados.
Mover el programa a Nueva York, creó nuevos trabajos relacionados con el turismo “trayendo “Tonight” a nuestra ciudad significa que tendremos cientos de trabajos para nuestros neoyorquinos – y le damos otra razón a nuestros turistas para visitarnos”, dijo el alcalde Bill de Blasio. Una público más amplio también significó que la NBC podría aprovechar un crédito fiscal del estado de Nueva York, recién promulgada, para programas de entrevistas que son "filmado antes de una audiencia en el estudio de al menos 200 personas, siempre y cuando tuvieran un presupuesto de producción de por lo menos $ 30 millones y se han rodado fuera de Nueva York durante al menos cinco temporadas”.

### Estudio
Los planes iniciales costarían $25 millones, destinado a anexar el piso superior del estudio, e instalar un balcón de asientos pero Fallon y Michaels rechazaron la idea. La renovación pretendía construir un “mega estudio” para Fallon, así como también serviría como teatro para NBCUniversal, para mostrar sus películas. El estudio fue parte de una reconstrucción en general que se está llevando a cabo en el edificio por parte de Comcast. El sucesor de Late Night, Seth Meyers, se encuentra justo arriba del estudio 6B, muchos ejecutivos estaba preocupados por una “purga de sonido” (como el edificio GE fue construido con vigas de acero es fácil la conducción de sonido de un piso a otro), como resultado es esto, Late Night with Seth Meyers es grabado a las 6:30 p. m.
El estudio fue diseñado y renovado por Eugene Lee, conocido por sus créditos en Saturday Night Live, lo cual Fallon agradeció en su primer capítulo. El estudio es “de madera manchada con un estilo moderno de mediados de siglo” incluyendo un “sofá azul con un escritorio de madera”. Detrás de escritorio se encuentra un fondo de la ciudad con una réplica de madera en miniatura de los edificio de la ciudad. “yo creo que es una obra maestra de Eugene Lee”, dijo el productor Michaels. En el suelo donde Fallon presenta el monólogo, se encuentra pintada un trébol de 4 hojas. “El nuevo estudio de Fallon es deliberadamente anticuado, en comparación con el estilo “café universitario” que tenía en Late Night”, dijo Entertainment Weekly. USA Today, dijo que el estudio era más íntimo y teatral que el estudio empleado en The Tonight Show with Jay Leno, y The New York Times, lo llamó “más elegante” pero también “formal e impersonal”.

### Logo
El logo del programa es una luna en el cual están escrita el nombre del programa, el formato de las letras es “The Honeymooners”.

### Nombre
Se decidió traer el nombre “Starring” ("Protagonizado"), usado cuando Carson animaba. Dejando el “with” ("con") acuñado por Leno y usado por él y O'Brien.

### Formato
El video de introducción del programa fue dirigido por el cineasta Spike Lee, protagonizado por Fallon y con aparición de The Roots, visitando distintos lugares de Nueva York, como Grand Central y Katz Delicaressen. Junto con una canción, con un estilo "de jazz energerico", diseñada para las tomas.
El programa trae diferentes sketches creados en “Late Night” como “Egg Russian Roulette”, un juego donde Fallon quiebra huevos, al azar, crudos o cocidos, a sus invitados. Cada viernes Fallon realizara el sketch “Thank You Notes”, donde le dedica notas de agradecimiento a distintas cosas o personas. El programa esencialmente es una extensión de su conducción en Late Night, con Fallon explicando que será un “grandes éxitos” de Late Night.
Se compuso una nueva canción para el programa, en una entrevista de Questlove a Vanity Fair, ellos consideraron diferentes canciones, pero él dijo que lo más probable sería una adaptación, con una velocidad aumentada, de la canción de Late Night, “Here I Come” de The Roots de 2006. Para la transición a The Tonight Show, The Roots integraron a dos músicos de Sharon Jones & The Dap-Kings.

## Episodios

### Episodio de estreno
The Tonight Show Starring Jimmy Fallon se entrenó el 17 de febrero de 2014, siguiendo la cobertura de los juegos olímpicos de inviernos (el programa comenzó a la medianoche, lo usual es a las 11:35 p. m.). Fallon recibió una ovación de aplausos, realizó chistes livianos sobre la debacle que sufrió la franquicia 4 años atrás con Leno y O'Brien. Él presentó a aquellos que los acompañaran en el programa (Steve Higgins y The Roots) y dio una pequeña biografía de su vida y carrera agradeció a sus padres y explicando cómo funcionaría los monólogos cada noche. Seguido por esto re apareció detrás de la cortina y comenzó el monólogo, con temas de actualidad, sobre las olimpiadas, su primer sketch fue “Tonight Show Superlatives”, una extensión del sketch del mismo nombre en Late Night.  Después de sentarse en su escritorio se tomó un momento para decir que le debían $ 100 a las personas que le dijeron que nunca seria animador de The Tonight Show, lo cual aparecieron celebridades como Robert De Niro, Tina Fey, Joe Namath, ex alcalde de Nueva York Rudy Giuliani, Mariah Carey, Tracy Morgan, Joan Rivers (apareciendo en su primer Tonight Show, desde que se le restringió su participación en el programa, por Johnny Carson en 1986, esta restricción se mantuvo durante la conducción de Jay Leno como respeto a Carson), Kim Kardashian, Seth Rogen, Lindsay Lohan, Sarah Jessica Parker, Mike Tyson, Lady Gaga, y su rival Stephen Colbert, todos les entregaron $100 (Colbert, le tiro a Fallon una cubeta con $100 en monedas de centavos, y le dijo “Welcome to 11:30, bitch”). Seguido del primer corte comercial, el invitado, Will Smith y Fallon, participaron de una sección pregrabada, llamada "The Evolution of Hip-Hop Dancing" (“La Evolución del baile Hip-hop”). El siguiente segmento, tomó lugar en el “Top of The Rock” del Rockefeller Center, con U2, presentando la canción “Invisible”. El escenario en el "Top of The Rock" fue ideado por el productor ejecutivo Lorne Michaels. A continuación Fallon presentó Smith para la entrevista, con temas sobre las parodias que realizó Fallon en Late Night entre otros. Los invitados finales fueron U2, quienes fueron los últimos invitados quienes fueron entrevistados y tocaron una versión acústica de “Ordinary Love” acompañados por The Roots. Fallon cerró su programa y al igual que Late Night, invitando al programa siguiente y saludando a la audiencia. El 21 de febrero el programa será trasmitido en su horario normal a las 11:35 p. m. (Hora del Este/Hora del Pacífico) y 10:35 p. m. (Hora del Centro).

## Recepción

### Críticas
El programa debut de The Tonight Show Starring Jimmy Fallon fue recibido con críticas positivas. The New York Times, Alessandra Stanley, se refirió al programa como “más dulce que atrevido”, llamó a Fallon “el heredero agradecido, el estudiante de primer año con ganas, el payaso de la clase con las mejor calificaciones y de buen corazón, los espectadores de más edad pueden aceptar sin temor a ser burla de ellos o ser pasados por alto”. Steve Johnson del Chicago Tribune escribió que “Fallon demostró la mezcla de la cortesía del viejo mundo, […] ha encantado a las audiencias, los jefes de la cadena y otras estrellas”. Darren Franich de Entertainment Weekly, escribió que “nadie más excitado que Jimmy”, “Estaré interesado en ver durante los próximos meses (y espero años) para seguir como evoluciona detrás del escritorio”. Robert Bianco de USA Today, dijo que Fallon “es una persona para agradarle a la televisión y tiene un estilo gentil”.
Tim Goodman de The Hollywood Reporter fue positivo en sus suposiciones, además agregó que los fanes de Leno no podrán adaptarse rápidamente. James Poniewozik de Time, encontraron la introducción de Fallon “increíblemente brillante”.
Muchos críticos, sin embargo, sintieron a Fallon sobre compensado en términos de gratitud, y humildad. “Mientras que la gratitud y la humildad son rasgos admirables, hubo momentos en la apertura del lunes, donde Fallon arriesgó al llevarlos a extremos incómodos” dijo Bianco. Willa Paskin de Slant Magazine estuvo de acuerdo con los sentimientos del estreno, pero estuvo cerca de la humildad […] Pero en su apertura se reveló cuanto Fallon y su equipo en entender el poseer –no solo la autenticidad- de la persona agradable que es Fallon. “De hecho, Fallon viene a ser muy ansioso por complacer casi hasta la exageración, y trataba su Tonight Show como un chico audicionando para ser aceptado en los hogares”, dijo Brian Lowry de Variety, agregó que el capítulo de estreno demostró fortalezas y debilidades. Mary McNamara de los Angeles Times lo llamó “notablemente y aparentemente consciente y bajo de energía”.
En su estreno IGN Entertainment, le adjudicó un 8.8 puntos de 10 al programa.

### Índices de audiencia
El episodio debut de The Tonight Show Starring Jimmy Fallon logró 3.8 puntos de índices de audiencia en adultos de 18-49 y 11.31 millones de televidentes, en los estimados del rating Nielsen.  Este Tonight logró la segunda audiencia más grande desde mayo de 2009, detrás de la primera despedida de Leno. La primera semana del programa promedio 8.490 millones de televidentes, realizando la franquicia más vista durante la semana en los últimos 20 años.

## Emisiones internacionales
- Australia, es emitido por The Comedy Channel, estrenándose el 18 de febrero de 2014.[39]
- Canadá, es emitido por CTV Two, simultáneamente con NBC.[40]
- Europa, The Tonight Show se trasmite por CNBC Europe a la medianoche (Hora Central Europea), trasmitiendo con un programa en diferido, una selección de los mejores programas se trasmite sábados y domingos a las 9:00 p. m. (Hora Central Europea).[41]
- Brasil, se trasmite por el canal de cable GNT, desde el 24 de febrero a las 12:00 a.m. (Hora de Brasileña).[42]
- Asia, se trasmite, todos los capítulos de la semana en un día, los días sábados y domingos desde las 8:00 p. m. hasta la medianoche (Hora Hong Kong), por CNBC Asia desde el 22 de febrero.[43]
- Argentina, Chile, Colombia, Ecuador, Perú, Uruguay y Venezuela se transmite por el canal OnDirecTV exclusivo del servicio de Televisión por satélite DirecTV, de lunes a viernes a las 12:00 a.m. (hora de Buenos Aires).
- México, se emite desde julio de 2015 por el canal Sky One exclusivo por el sistema de televisión por satélite SKY México y su filial VeTV por Sky México.

## Sketches de comedia

### Semanales
- Martes: "Pros and Cons" ("Pro y Contra")
- Jueves: "Tonight Show Hashtags"[44]
- Viernes: "Thank You Notes" ("Notas de agradecimientos")[25]

### Esporádicos
- "Egg Russian Roulette" ("Ruleta Rusa de Huevos")[8]
- "EW" (sonido que los estadounidenses hacen cuando no les agrada algo y que las adolescentes de hoy lo usan muy repetidamente)